# Dołhe (sielsowiet Linowo)

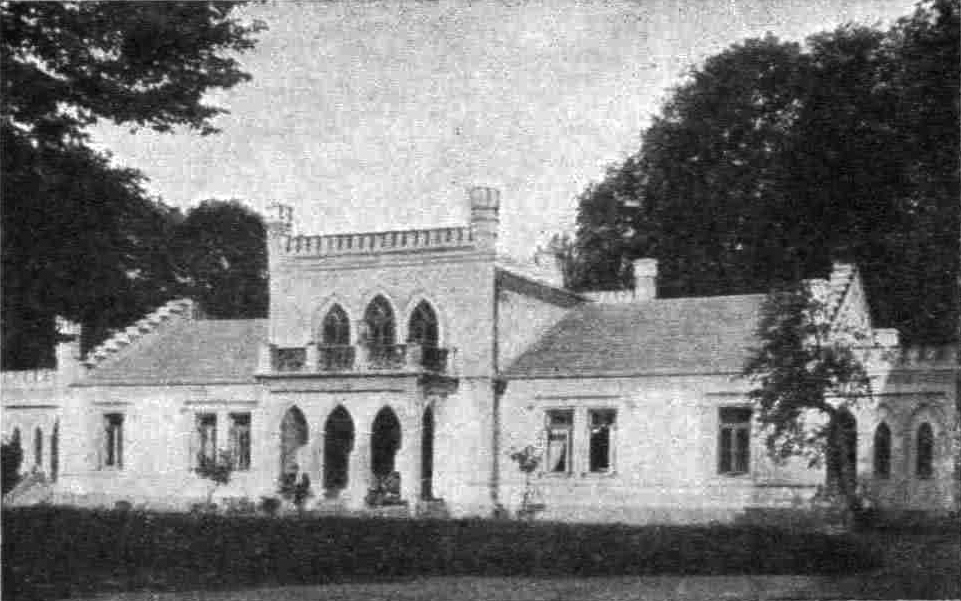
Dwór zbudowany przez Bogusława Kraszewskiego, 1910 rok

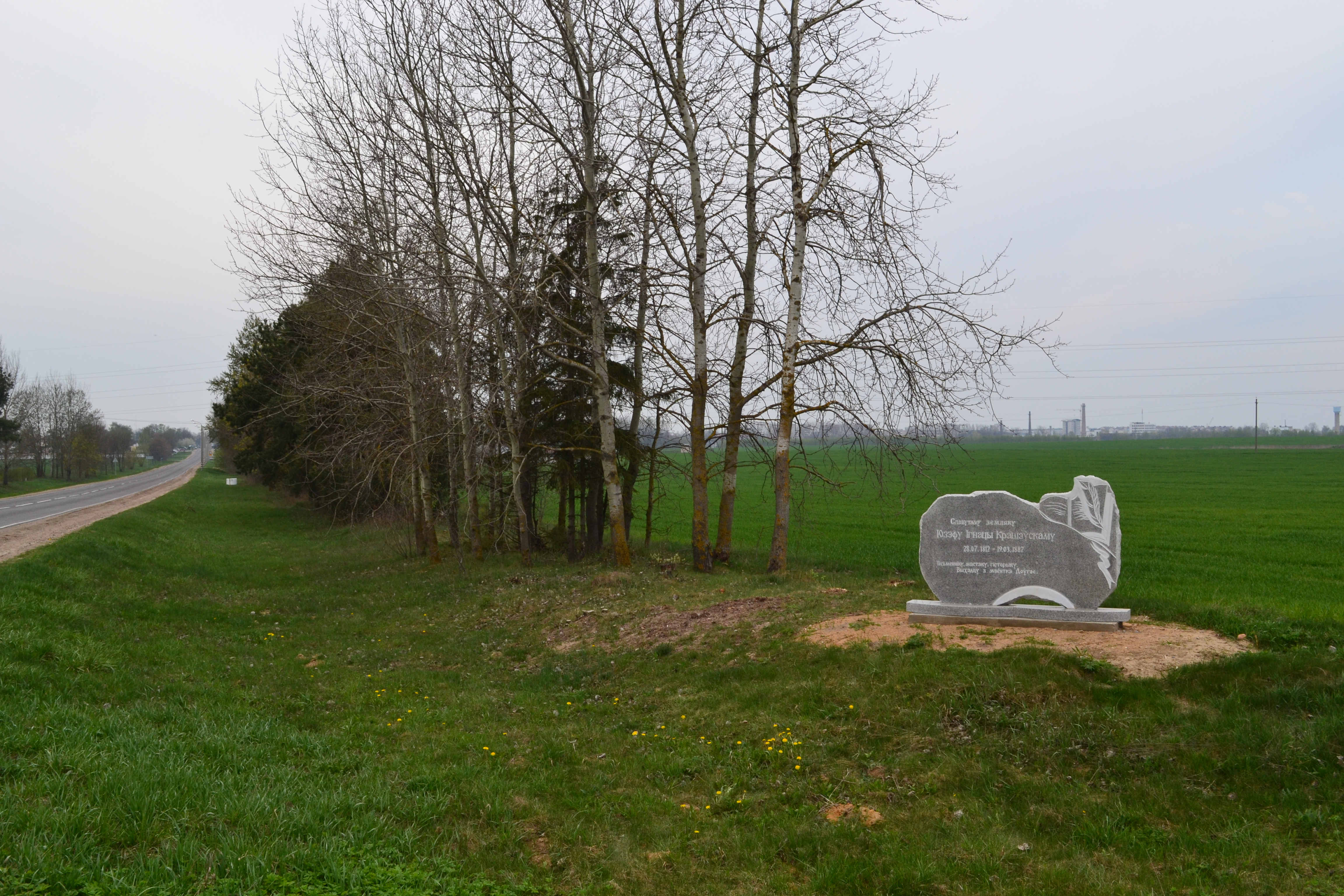
Kamień poświęcony Józefowi Ignacemu Kraszewskiemu przy drodze Prużana–Malecz, 2014

Dołhe (błr. Доўгае; ros. Долгое) – wieś na Białorusi, w rejonie prużańskim obwodu brzeskiego, około 9 km na wschód od Prużany. Przez Dołhe przebiega kontynentalny dział wód rozdzielający zlewnie Bałtyku i Morza Czarnego.

## Historia
Pierwsze wzmianki o Dołhem pochodzą z 1563 roku, kiedy należało do księstwa kobryńskiego, które weszło wkrótce w skład województwa podlaskiego, a później brzeskolitewskiego Rzeczypospolitej. Dobra te co najmniej od drugiej połowy XVIII wieku należały do rodziny Kraszewskich herbu Jastrzębiec. 
Po III rozbiorze Polski w 1795 roku Dołhe znalazło się na terenie powiatu prużańskiego, należącego do guberni słonimskiej (1796), litewskiej (1797–1801), a później grodzieńskiej (1801–1915) Imperium Rosyjskiego.
Najdawniejszym znanym właścicielem majątku Dołhe i Peresudowicze był Józef, syn Tomasza, wicebrygadier petyhorski, który sprzedał te dobra Janowi Kraszewskiemu (1789–1864), synowi Kajetana (1753–1793), chorążemu prużańskiemu. Jan Kraszewski był ojcem pięciorga dzieci, w tym znanego pisarza Józefa Ignacego Kraszewskiego, który spędził tu dzieciństwo. Po Janie Kraszewskim Dołhe i Stary Kuplin miał odziedziczyć jeden z jego synów, Lucjan (1820–1892), jednak w związku z jego aresztowaniem w czasie powstania styczniowego za wspieranie powstania, przechowywanie powstańców i broni, majątkiem zajął się jego brat Kajetan (1827–1896), literat, muzyk i astronom, który odziedziczył po ojcu inne majątki. Lucjan został zesłany na Sybir, do guberni permskiej, ale majątek został uratowany. Po powrocie z zesłania Lucjan sprzedał majątek Kajetanowi. Kolejnym właścicielem tych dóbr był syn Kajetana, Bogusław. Ostatnią dziedziczką Dołhego była urodzona tu córka Bogusława, Maria Kraszewska (ur. w 1906 roku), która była świadkiem zniszczenia majątku w czasie ofensywy niemieckiej w 1915 roku (albo w czasie rewolucji październikowej). Maria Kraszewska-Pruszyńska została zesłana w 1940 roku w głąb ZSRR i dalsze jej losy nie są znane.
W II połowie XIX wieku we wsi istniała katolicka kaplica, która już wtedy miała paręset lat i w której znajdował się cudowny obraz Matki Boskiej. Kaplica ta została zniszczona po 1939 roku.
Na początku XX wieku wieś liczyła 164 mieszkańców.
Po ustabilizowaniu się granicy polsko-radzieckiej w 1921 roku Dołhe znalazło się na terenie Polski, w gminie Noski, a od 1926 roku – w gminie Prużana powiatu prużańskiego województwa poleskiego, od 1945 roku – w ZSRR, od 1991 roku – na terenie Republiki Białorusi.

## Dawny dwór
Przez prawie cały XIX wiek Kraszewscy mieszkali w skromnym, parterowym dworku. Dwór stał pośrodku dużego, naturalnego parku. Obok stała oficyna. Dopiero Bogusław w latach 1890–1900 przebudował dwór na prawie pałac, który po kilkunastu latach został całkowicie zniszczony w czasie I wojny światowej. Była to neogotycka, parterowa budowla wybudowana na planie czworokąta, z trzyosiową centralną częścią piętrową. Tę centralną część domu wieńczyła attyka z okrągłymi wieżyczkami na rogach. W części tej był również ganek wejściowy, a nad nim – balkon.
Bogusław Kraszewski zgromadził w Dołhem wiele cennych artefaktów: w dziale autografów posiadał około tysiąca podpisów, w tym dziesięć listów Tadeusza Kościuszki, własnoręczne pisma księcia Józefa Poniatowskiego, Ignacego Krasickiego, prymasa Jan Pawła Woronicza, Juliana Ursyna Niemcewicza, gen. Jana Henryka Dąbrowskiego, Adama Mickiewicza, Juliusza Słowackiego, Zygmunta Krasińskiego, rękopis pieśni Jeszcze Polska nie zginęła Józefa Wybickiego, korespondencje z Władysławem Mickiewiczem, Zygmuntem Glogerem i Antonim Pietkiewiczem. Najpoważniejszą pozycję archiwum rodzinnego w Dołhem stanowiła spuścizna po Józefie Ignacym Kraszewskim, w tym ponad 600 jego listów i wiele rysunków.
W bibliotece było również 16 rękopisów z XIV i XV wieku. Na ścianach – poza obrazami rodzinnymi – wisiały dzieła takich twórców, jak: Artur Grottger, Jan Matejko, szkice Januarego Suchodolskiego, w tym jego Pochód Napoleona na Rosję. Wśród innych cennych pamiątek – nóż, który miał należeć do Jana Kochanowskiego. Poza tym kolekcja 16 pasów słuckich, zbroje, karabele, złote ryngrafy, kielichy, puchary, stylowe meble. Wszystko to przepadło w pożarze dworu w czasie I wojny światowej. Ostatnia właścicielka Dołhego nie miała środków na odbudowanie dworu. Resztki zabudowań zostały zniszczone po 1939 roku, pozostały jedynie fundamenty dworu.
Majątek Dołhe jest opisany w 2. tomie Dziejów rezydencji na dawnych kresach Rzeczypospolitej Romana Aftanazego.